# Puranda
Puranda fue una ciudad de la Edad del Bronce situada en Arzawa, oeste de Anatolia, cerca del río Astarpa.
La ciudad fue atacada por el rey hitita Mursili II durante su invasión del país en el año 1322 a. C.. Los refugiados que habían huido de las ciudades vecinas Hursanassa, Suruda y Attarimma se trasladaron a Puranda. El príncipe de Arzawa Tapalazunawali, que había combatido en las islas durante la invasión, entró en Puranda para liderar la resistencia contra los hititas.
Mursili II tomó finalmente la metrópolis y la familia de Tapalazunawali fue capturada pero él logró escapar.